# Dicrossus gladicauda
Dicrossus gladicauda es una especie de peces de la familia Cichlidae en el orden de los Perciformes.

## Morfología
Los machos pueden llegar alcanzar los 4,2 cm de longitud total.

## Hábitat
Es una especie de clima tropical.

## Distribución geográfica
Se encuentran en Sudamérica: cuenca del río Atabapo (Colombia).